# Fex Urbis Lex Orbis
Fex Urbis Lex Orbis è il terzo album in studio del gruppo musicale statunitense Ludicra, pubblicato nel 2006 dalla Alternative Tentacles.

## Tracce
1. Dead City – 6:13
2. In Fever – 4:47
3. Veils – 7:53
4. Only a Moment – 8:39
5. Collapse – 11:56

## Formazione
- Laurie Sue Shanaman – voce
- Christy Cather – chitarra, voce
- John Cobbett – chitarra
- Ross Sewage – basso
- Aesop Dekker – batteria